# Kipparifestivalen

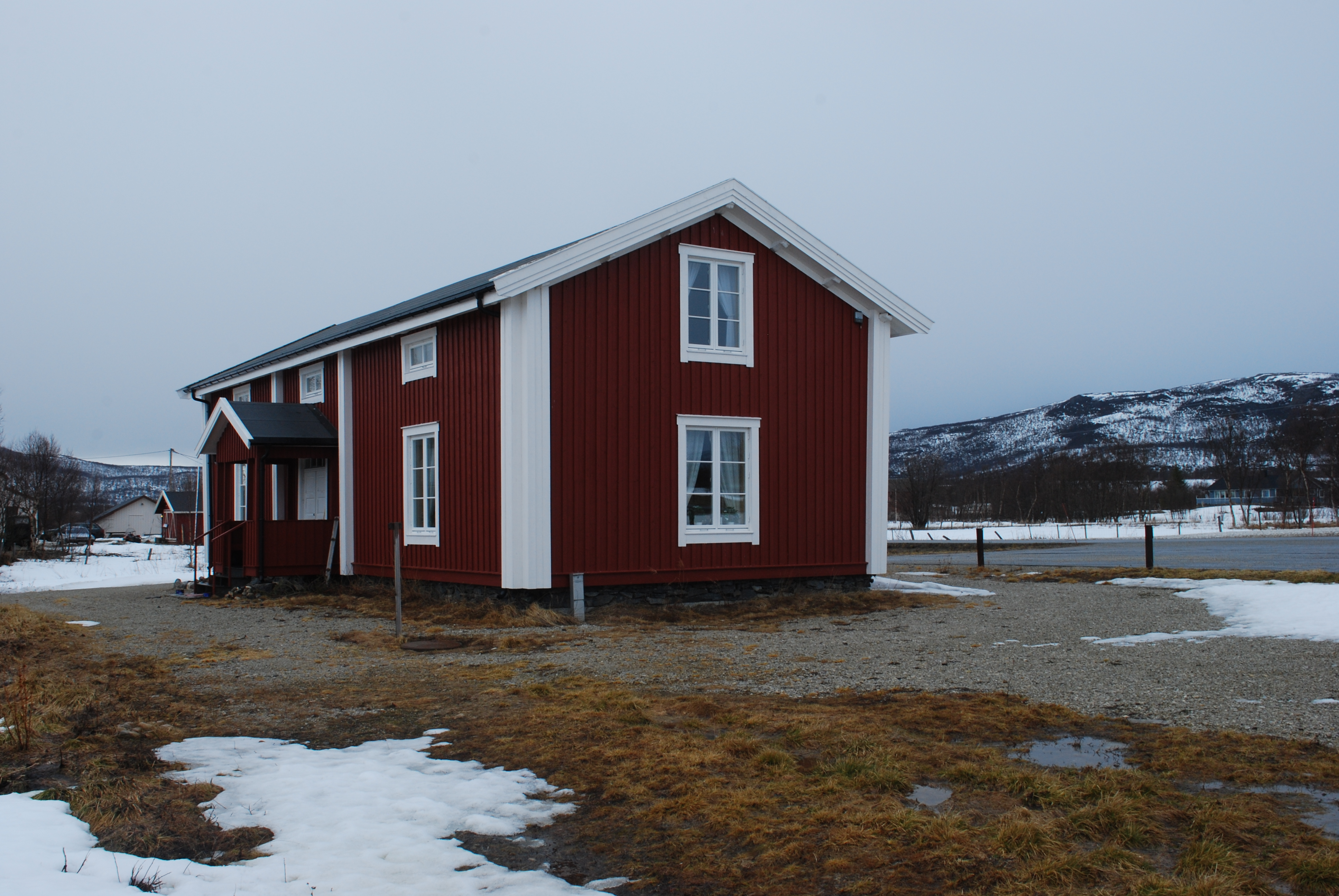
Tornedalshuset på Kvrntunet

Kipparifestivalen (kvänska: Kipparinfestivaali) är en kvänsk tredagars kulturfestival, som anordnas årligen sedan 2008 i Børselv i Porsangers kommun i Finnmark i Norge. Den arrangeras av organisationen Børselv Kvenkulturfestival. 
Organisationen Børselv Kvenkulturfestival grundades 2008 med mål att arrangera kvenfestivalen Kipparinfestivaali/Kipparifestivalen i Børselv (kvänska: Pyssyjoki). Föreningen drivs av Ruijan Kväänit-Pyssyjokilaiset/Norske Kvener Børselv, en lokalförening till Norske kveners forbund.
Festivalen har sitt namn efter Samuli Kippari, eller Samuel Samuelsson Kippoinen (1725–1805), från Peltovuoma i det som numera kallas Finska armen, i dåvarande Sverige. Denne kom 1771 till Porsangerfjorden som en av de första inbyggarna.
Festivalens program omfattar bland annat filmer, utställningar, föredrag, debatter och en bygdefest.